# Theodor Boveri (Mediziner)

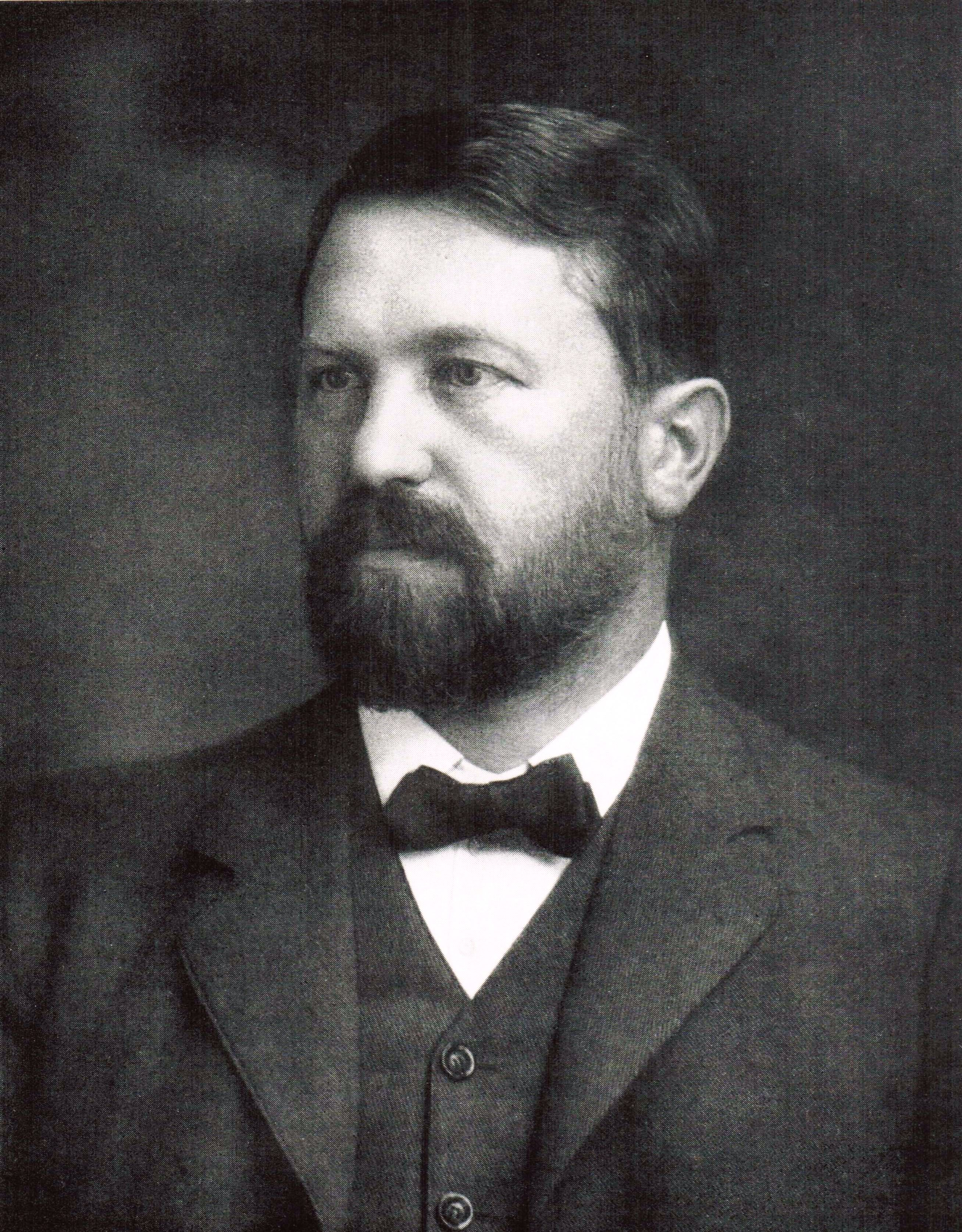
Theodor Boveri, um 1908.

Theodor Heinrich Boveri (* 12. Oktober 1862 in Bamberg; † 15. Oktober 1915 in Würzburg) war ein deutscher Mediziner, Zoologe, Vergleichender Anatom und Mitbegründer der modernen Zytologie. Boveri erkannte 1904 die Chromosomen als Träger der Erbanlagen.
1880 bis 1882 beschrieben Eduard Strasburger und Theodor Boveri die Konstanz der Chromosomenzahl bei unterschiedlichen Arten (diese ist für die jeweilige Art typisch) und die Individualität der Chromosomen.
1888 prägte er den Begriff Centrosom, dessen Bedeutung für die Zellteilung er erkannt hatte.
Im Jahr 1904 begründete er im Anschluss an Walter Sutton die Chromosomentheorie der Vererbung, nachdem Ansätze dazu bereits von Carl Wilhelm von Nägeli, Édouard van Beneden, Oscar Hertwig, Albert von Koelliker und August Weismann formuliert worden waren.

## Leben

### Familie und Schulzeit

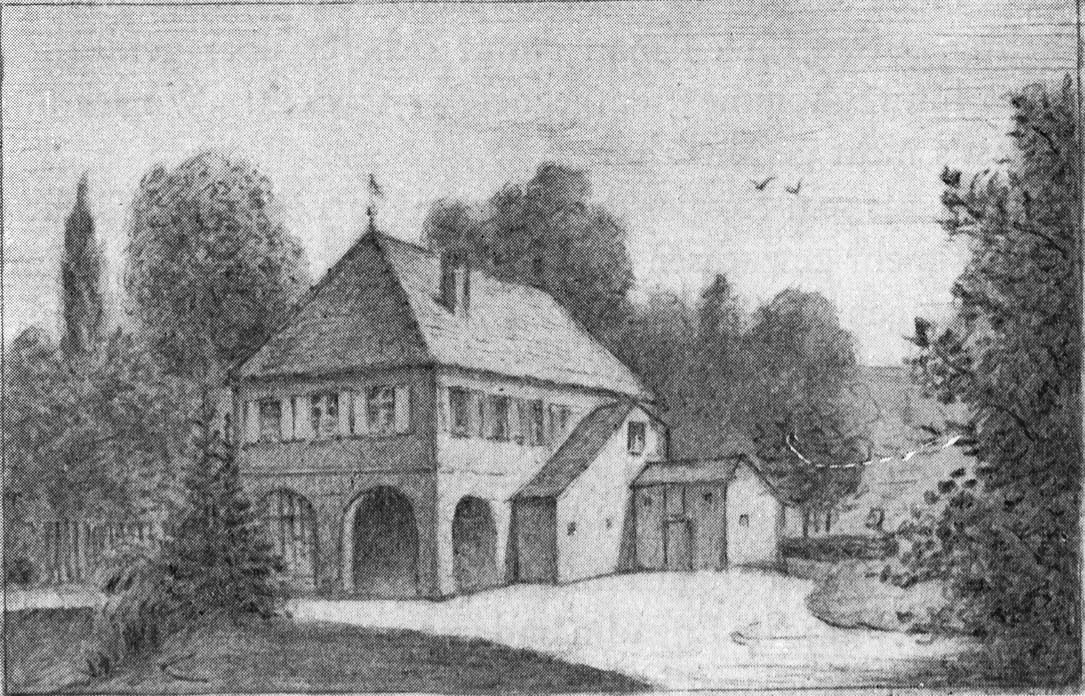
Das Seehaus Höfen, gezeichnet vom elfjährigen Boveri.

Porträt von Theodor Boveri im Jahr 1880

Theodor Boveri wurde am 12. Oktober 1862 als Sohn einer gutbürgerlichen Familie in Bamberg geboren. Seine Mutter Antonie Boveri war eine geborene Elssner. Sein Vater, der ebenfalls Theodor Boveri (mit vollem Namen Johann Eugen Theodor) hieß, war Arzt und finanziell wenig erfolgreich. Er praktizierte nur unregelmäßig und verkaufte nach und nach den geerbten Grundbesitz. In der Folge konnte zwar der älteste Sohn Albert (gestorben 1918) noch mit väterlichem Geld studieren, beim zweiten, Theodor, war es aber nur noch mit Stipendium möglich. Der dritte Sohn, Walter Boveri, konnte nicht mehr an der Universität studieren, er ging mit 17 Jahren an die Königliche Industrieschule in Nürnberg. Nach seinem Abschluss zog er mit 20 in die Schweiz, wo er ein bekannter Industrieunternehmer wurde. Die Firma Brown, Boveri & Cie. sowie die Nachfolgerin Asea Brown Boveri (ABB) tragen seinen Namen. Der jüngste Bruder Robert wurde 1871 geboren. Wohl weil Theodor junior wenige Jahre später das elterliche Haus verließ, schrieb Walter Boveri in einem Nachruf auf Theodor, dass dieser mit einem älteren und einem jüngeren Bruder im elterlichen Haus erzogen wurde.
Theodor Boveri ging in Bamberg zur Volksschule und in die ersten drei Klassen der Lateinschule. Mit 13 Jahren besuchte er ab Oktober 1875 ein Realgymnasium in Nürnberg, das er 1881 mit Auszeichnung absolvierte. Der Vater meinte, er sei zum Architekten oder Ingenieur bestimmt und diese Schulform bereite besser in dieser Richtung vor. In Nürnberg lebte er bei der Familie von Robert Steuer, einem Freund des Vaters und Gründer und Leiter der städtischen Musikschule, der Boveri auch Musikunterricht erteilte. Fortan war Theodor nur noch in den Ferien bei seiner Familie, die die Sommerferien regelmäßig auf dem Landgut Höfen bei Bamberg verbrachte. Er suchte diesen Ort bis an sein Lebensende immer wieder auf.

### München

#### Studium, Promotion, Habilitation und Stipendien
Noch 1881 nahm Boveri an der Ludwig-Maximilians-Universität München das Studium auf. Er begann mit historisch-philosophischen Studien. Die formalen Voraussetzungen erfüllte sein Abschluss am Realgymnasium jedoch nicht. Die erforderlichen Lateinkenntnisse besaß er schon aus Bamberger Zeiten, Griechisch lernte er nun innerhalb von neun Monaten und bestand danach die humanistische Reifeprüfung mit Auszeichnung. Dadurch wurde er in das Maximilianeum aufgenommen, eine bayerische staatliche Einrichtung zur Begabtenförderung, die ihm mehrere Jahre freie Kost und Unterkunft gewährte. Dies machte ihn weniger abhängig von den schwieriger werdenden finanziellen Verhältnissen seiner Eltern.
Nach einem Semester historischer Studien wechselte Boveri zur Naturforschung und Medizin, zuerst zur Anatomie. Bei Karl Wilhelm von Kupffer arbeitete er zeitweise als Assistent, wohl auch aus finanziellen Gründen. Bei Kupffer entstand auch die 1885 bei der Philosophisch-Naturwissenschaftlichen Fakultät eingereichte anatomisch-histologische Doktorarbeit Beiträge zur Kenntnis der Nervenfasern. Er wurde Doktor der Philosophie summa cum laude.
Im Frühling 1885 erhielt er von der philosophisch-naturwissenschaftlichen Fakultät ein fünfjähriges Lamont-Stipendium, das später um zwei Jahre verlängert wurde. Die nach dem Stifter Johann von Lamont benannten Stipendien sollten ab 1854 zur „Heranbildung junger Gelehrter“ dienen, die katholisch und gebürtige Bayern waren. Das Stipendium erlaubte ihm, die Assistenzstelle aufzugeben und sich ganz der Forschung zu widmen. Er wechselte im Mai an das zoologische Institut zu Richard Hertwig, der ihn in die Zellenlehre einführte, wenige Tage nachdem dieser nach München gewechselt hatte. Beeinflusst von der Arbeit von Édouard van Beneden über Eizellen und deren Befruchtung, begann Boveri mit seinen Arbeiten zu Chromosomen. Schon vor Abgabe der Doktorarbeit begann eine lebenslange Freundschaft mit dem zwölf Jahre älteren August Pauly, der im zoologischen Institut Assistent und Privatdozent war.
Ende November 1887 habilitierte sich Boveri für Zoologie und vergleichende Anatomie. Thema der Arbeit war Die Polkörper der Eizellen.

#### Neapel und Amphioxus

Boveri 1889, zu seiner Münchner Zeit.

Von Januar bis Ende April 1888 und erneut im Frühling 1889 besuchte Boveri die von Anton Dohrn gegründete Zoologische Station Neapel, wo er mit Seeigeleiern arbeitete. Schon beim ersten Aufenthalt entdeckte er, dass Ei und Samenzelle den gleichen Chromosomenbestand haben. Beim zweiten Aufenthalt führte er die Merogonie-Experimente durch. Weitere sieben Aufenthalte folgten in den Jahren bis 1914.
1890 veröffentlichte er seine Entdeckung der Niere des Lanzettfischchens, damals Amphioxus genannt, eine Arbeit, die ihn davor schützte, als reiner Zellenspezialist angesehen zu werden.

#### Krankheit, private und berufliche Situation, Berufung nach Würzburg
1890 begann für Boveri eine schwere Krise. Der Vater Theodor Boveri senior hatte hohe Schulden angehäuft und war ernstlich krank geworden. Da der Bruder Walter noch weiter vom heimatlichen Bamberg entfernt in der Schweiz lebte, übernahm der 27-jährige Theodor Boveri junior die Verhandlungen mit den Gläubigern. Durch Anstrengungen der beiden Söhne sowie durch das Entgegenkommen der Gläubiger konnte der Verlust des elterlichen Vermögens verhindert werden. Jedoch wurde Theodor Boveri junior selbst krank. Diagnostiziert wurde Grippe (Influenza), er selbst schrieb später von einer schweren Neurasthenie. Von Mitte 1890 bis Sommer 1891 war er arbeitsunfähig, teilweise mit schweren Depressionen. Nachdem er anfänglich noch die Vermögensverhältnisse der Eltern in Bamberg geordnet hatte, war er kurz in München, bevor er zur Kur nach Konstanz ging. Wieder in München erreichte ihn die Nachricht, dass der Vater im Sterben lag, und er kehrte nach Bamberg zurück. Nach der Beerdigung besuchte er in Konstanz eine Nervenanstalt. Er bedauerte sehr, dass es ihm wegen der Krankheit nicht möglich war, im Februar an der Hochzeit des Bruders in der Schweiz teilzunehmen. Vier Monate später ging es ihm wieder besser, wenngleich er krankheitsanfällig blieb. Zum Wintersemester 1891 ging er wieder nach München.
1891 lief das Lamont-Stipendium aus. Am zoologischen Institut konnte er im Sommer bei Hertwig die Assistentenstelle antreten, die zuvor Pauly innehatte. Zwar hatte er sich zu diesem Zeitpunkt bereits eine internationale Reputation erworben, die für einen Assistenten ungewöhnlich war, eine bessere berufliche Möglichkeit ergab sich jedoch zunächst nicht. Sein Ruf führte aber dazu, dass einige ausländische Gastwissenschaftler des Instituts bei ihm arbeiten wollten. Darunter war der erste bekannte Zellbiologe der USA, der sechs Jahre ältere Edmund B. Wilson, mit dem sich eine dauerhafte Freundschaft entwickelte. Trotz unsicherer Berufsaussichten lehnte Boveri eine Dozentur an der Clark University in den USA ab, ebenso wie eine Adjunktenstelle an einem Münchner Museum, die es ihm nicht erlaubt hätte, seine Forschungsinteressen weiter zu verfolgen.
Am 1. Januar 1893 erreichte ihn ein Brief des Würzburger Botanik-Professors Julius Sachs, der ihn um sein Schriftenverzeichnis bat, da er ihn beim Ministerium für eine Professur in Würzburg vorschlagen wollte. Anfang Februar wurde er zu einem Vorstellungsgespräch beim Minister geladen. Er schrieb dazu an die Frau seines Bruders Walter 

„Ich bin sonst gerade kein Optimist, aber ... nach der ganzen Sachlage, betrachte ich die Geschichte als gewonnen, ließ mir auch gleich für die Vorstellung einen feinen Frack nebst Hose und Weste machen, welche Errungenschaft mich sogar dazu verleitete, seit 7 Jahren wieder einmal auf einen Ball zu gehen.... Die Stellung in Würzburg ist in jeder Beziehung sehr angenehm; besonders ist das Institut sehr schön und vorzüglich eingerichtet.“

### Würzburg

#### Start in Würzburg, Marcella I. O’Grady
Am 22. März 1893 wurde der Dreißigjährige von der Universität Würzburg zum ordentlichen Professor für Zoologie und vergleichende Anatomie ernannt und als Direktor des Zoologisch-Zootomischen Instituts berufen. Trotz einiger Rufe an andere Orte blieb er bis zu seinem Tod in Würzburg. Seine Forscherlaufbahn war damit finanziell abgesichert. Jedoch litt er beim Amtsantritt erneut unter schwerer Neurasthenie, so dass er sich Sorgen machte, ob er seine neuen Pflichten erfüllen könne. Boveri ging mit Pauly einige Tage zum Starnberger See südwestlich von München, wo Pauly Boveri auch eine Einführung in die Insektenkunde gab, ein Gebiet, das Boveri im kommenden Semester unterrichten musste.
1896 kam die US-amerikanische Gastwissenschaftlerin Marcella O’Grady nach Würzburg, um bei Boveri zu arbeiten. Ein Jahr jünger als Boveri, war die Schülerin seines Freundes E. B. Wilson bereits Dozentin am Vassar College, damals ein reines Frauencollege. Obwohl Boveri das Frauenstudium ablehnte, waren sich beide zugetan. Boveri erlitt einen schweren Rheuma-Anfall mit zeitweiser Lähmung des rechten Arms, der ihn zu einem weiteren Krankenhausaufenthalt zwang. Er schrieb an seine Schwägerin 

„Meine amerikanische Schülerin besuchte mich einige Male; der Mama wird meine Freundschaft mit ihr bereits Besorgnis erregend.“

O’Grady etablierte sich in den wissenschaftlichen Kreisen Würzburgs. Noch im Dezember 1896 wurde sie als erster weiblicher Gast in die Würzburger Physikalisch-Medizinische Gesellschaft aufgenommen, der sowohl Boveri als auch Wilhelm Conrad Röntgen angehörten. Nachdem das Ehepaar Röntgen die  Forscherin regelmäßig eingeladen hatte, entwickelte sich zwischen den beiden Paaren eine dauerhafte Freundschaft. Im Juni 1897 schrieb Boveri an seine Schwägerin, dass sie jetzt verlobt seien. Die Hochzeit fand am 5. Oktober 1897 in Boston statt. Zwei Biographen T. Boveris, Fritz Baltzer und Leopold von Ubisch, die beide Assistenten bei Boveri waren, berichten, dass Frau Boveri „aktiven Anteil“ beziehungsweise „tätigen Anteil“ an den Arbeiten ihres Mannes nahm. Baltzer schreibt: 

„[Ihre frühere Untersuchungen] gaben [Frau Boveri] Vertrautheit mit der Seeigelentwicklung und damit die Erfahrung, die ihr als Mitarbeiterin ihres Mannes in Neapel bei zahlreichen gemeinsamen Arbeiten zugute kam. Sie teilte dort sein Glück und seine Genugtuung bei gelingenden wie seine Enttäuschung bei fehlschlagenden Experimenten.“

Es gibt jedoch keine Veröffentlichungen mit beiden als Autoren, der Anteil Frau Boveris ist nicht gewürdigt worden. Es gibt überhaupt nur eine Veröffentlichung aus ihrer Zeit in Deutschland: Sie hatte im ersten Jahr in Würzburg eine Dissertationsschrift angefertigt, aber wegen ihrer Heirat auf Prüfung und Promotion verzichtet. Die Arbeit wurde 1903 veröffentlicht.
Das einzige Kind der Boveris, die spätere Journalistin Margret Boveri, wurde im Frühjahr 1900 geboren. 1910 starb Boveris Mutter 68-jährig. Boveri schrieb an eine ehemalige Schülerin, dass ihn dies schwer getroffen habe und er sich auf einmal alt fühle.

#### Berufliche Situation, Krankheit und Tod

Um 1907, Boveri in seinem Arbeitszimmer im Würzburger Zoologischen Institut.

In der Wissenschaft war Boveri um die Jahrhundertwende berühmt, an der Universität stieg er in der Hierarchie auf und wurde dadurch zunehmend mit Verwaltungsangelegenheiten betraut. Er wurde Mitglied im Senat und im Verwaltungsausschuss und war mit Berufungen beauftragt. Ihn erreichten mehrere Rufe an andere Universitäten. 1911 überlegte er, nach Freiburg im Breisgau zu gehen, entschied sich aber doch dagegen. Kurz danach wurde ihm die Leitung eines neuen Kaiser-Wilhelm-Instituts für Biologie in Berlin angeboten. Er war hin- und hergerissen, ob er die Berufung annehmen oder doch lieber in Würzburg bleiben sollte. Während der sich hinziehenden Verhandlungen schlug er 1912 eine Abteilungsstruktur sowie Abteilungsleiter Max Hartmann für Protozoen, Richard Goldschmidt für Genetik, Hans Spemann für Entwicklungsphysiologie und Otto Warburg für Biochemie vor, die dann auch berufen wurden. Zwei dieser damals noch jungen Forscher wurden später Nobelpreisträger. Für seine Person lehnte er das Angebot schließlich doch ab. Mit ausschlaggebend war ein weiterer Krankheitsschub mit schwacher Lähmung der rechten Körperhälfte. Er befürchtete, dass sich sein Gesundheitszustand in Berlin noch weiter verschlechtern würde.
Boveri war weiter kränklich. Im August 1915 wurden von Eugen Enderlen die vereiterte Gallenblase und ein Gallenstein entfernt. Im September schrieb er von Rippenfellentzündung und Fieber. Er starb mit nur 53 Jahren am 15. Oktober 1915.
Über die zum Tod führende Krankheit gibt es sehr unterschiedliche Angaben. Sein Schüler und Biograph Baltzer schrieb 1962: „Die Art der Krankheit blieb unsicher“. Seine Frau nahm an, dass es sich um Lungentuberkulose handelte. Ferner wird berichtet, Ferdinand Sauerbruch habe in Ferndiagnose eine Vergiftung mit Radium vermutet. Das radioaktive Element wurde von Boveri in einigen seiner Versuche eingesetzt. Anhand der in seinen Briefen beschriebenen Symptome wurde im 21. Jahrhundert medizinhistorisch die Diagnose gestellt, Boveri sei an einem Befall mit Ascaris lumbricoides gestorben, mit dem er experimentiert hatte. Zumindest dass er mit Ascaris infiziert war, ist historisch gesichert, auch wenn nicht sicher ist, ob es die Todesursache war. Er schrieb 

„Vorgestern ist mir ein Ascaris lumbricoides (Männchen) abgegangen, mit einem so stark braun-grün gefärbtem Darm, daß ich den Verdacht habe, die Bestie habe sich vielleicht in die Gallenwege verlaufen gehabt. Gemein, wenn die Viecher, mit denen man sich beschäftigt hat, sich nun mit einem selbst beschäftigen.“

Dass weder Baltzer noch Boveris Tochter die Ascaris-Infektion erwähnt haben, führte einen späteren Biographen zu der Vermutung, dass in deren Augen womöglich „ein solch peinlicher Laborunfall dem Vater und großen Biologen nicht gut angestanden“ hätten.

#### Persönlichkeit

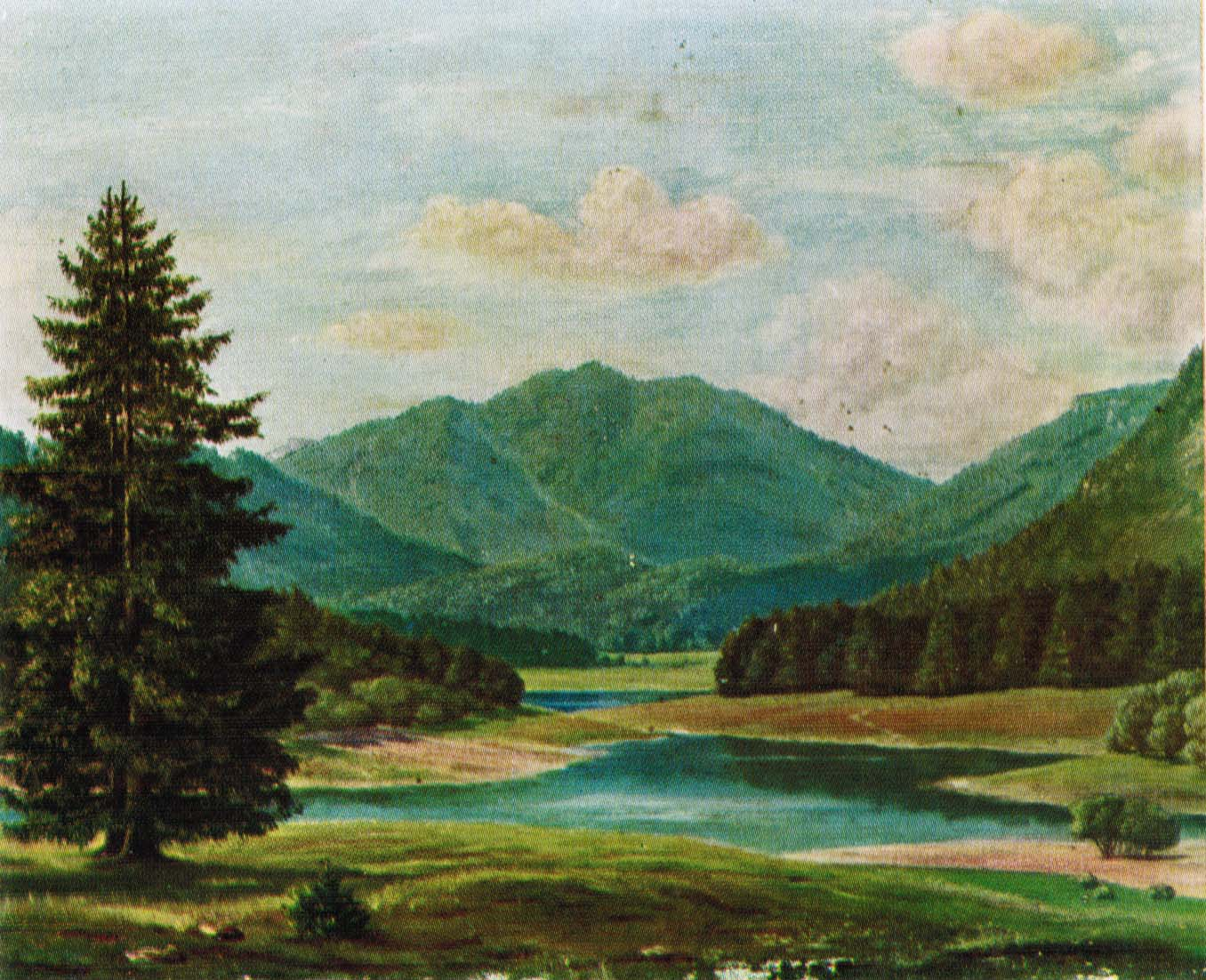
Gemälde von Boveri, Landschaft bei Ruhpolding.

Boveris Biographen beschreiben den Jugendlichen wie auch den Erwachsenen als einen Mann, dem weniger die Gabe zur glänzenden Rede gegeben war, als vielmehr die Kunst der überzeugenden Diskussion. Eine hohe Auffassungsgabe ermöglichte ihm, das Wesentliche eines Sachverhaltes zu erkennen und dies pointiert darzustellen. Ein Drang sich in den Mittelpunkt zu stellen war ihm fremd. Boveri war nicht nur wissenschaftlich, sondern auch musikalisch und künstlerisch begabt. Letzteres fand Niederschlag in vielen Bildern und Zeichnungen, die er anfertigte, nicht zuletzt Zeichnungen in seinen wissenschaftlichen Arbeiten.

## Werk
Boveri untersuchte mit Hilfe des Lichtmikroskops die Vorgänge bei der Befruchtung der tierischen Eizelle. Seine bevorzugten Untersuchungsobjekte waren der Pferdespulwurm Ascaris megalocephala (heute in die beiden Arten Parascaris equorum und Parascaris univalens aufgeteilt), von dem er in Würzburg leicht größere Mengen erhalten konnte, und Seeigel-Eier, die er in der Zoologischen Station in Neapel zur Verfügung hatte. Die Vorzüge des Ascaris-Eies beschreibt er wie folgt: 

„Allein für denjenigen, ... der, ... für den größten Teil des Jahres sich nicht nur mitten im Land sich aufhalten, sondern überdies stets gewärtig sein muß, in der Verfolgung eines lebenden Objekts unterbrochen zu werden, bilden die Ascaris-Eier wegen ihrer Unempfindlichkeit und Anspruchslosigkeit ein unübertreffliches Material. Die auf einen Objektträger aufgestrichenen Eier kann man mindestens für einige Monate trocken in einem kalten Raum aufbewahren, ohne daß sie sich verändern. Hat man Zeit an ihnen zu arbeiten, so geschieht dies bei Zimmertemperatur, wo sie sich langsam weiterentwickeln; will man die Entwicklung für einige Zeit beschleunigen, so bringt man die Eier in den Wärmeschrank; muß man die Arbeit unterbrechen, so versetzt man sie wieder auf beliebig lange Zeit in Kälte, um sie bei der Fortsetzung der Arbeit ebenso wiederzufinden, wie man sie verlassen hat.
 Nimmt man hinzu, daß sich das ganze Jahr hindurch unbegrenzte Mengen dieser Eier zur Verfügung halten lassen, daß vieles was an anderen Keimen nur durch komplizierte Präparation ermittelt werden kann, sich im Leben verfolgen läßt, ... so sind dies Vorzüge, die manche Nachteile aufwiegen.“

### Centrosomen
Boveri und unabhängig davon Édouard van Beneden entdeckten die Bedeutung des Zentralkörperchens oder Centrosoms für Bildung der Spindel bei der Zellkernteilung (Mitose) bei tierischen Zellen. Am Seeigel-Ei beobachtete Boveri, dass das aktive Centrosom in der befruchteten Eizelle aus dem Mittelstück des Spermiums stammt. Dieses teilt sich und an den beiden Tochtercentrosomen bilden sich die Pole der ersten Teilungspindel aus. Demnach gibt also ein Bestandteil des Spermiums das Signal zum Eintritt in die weitere Entwicklung. 1887 publizierte er 1887, dass das väterliche Centrosom die entscheidende Rolle für alle folgenden Kernteilungen spielt, das mütterliche Centrosom dagegen inaktiv sei.

### Konstante Chromosomenzahl, Beitrag der Eltern
Er zeigte auch, dass Spermienkerne und Eizellen einer Art jeweils die gleiche Anzahl von Chromosomen enthielten. Eine wichtige Frage war, ob die Chromosomen von Vater und Mutter für die Entwicklung des neuen Organismus gleich wichtig seien. Jacques Loeb hatte gezeigt, dass sich auch unbefruchtete Seeigel-Eier zu normalen Larven entwickeln können, was gegen eine wichtige Rolle der väterlichen Chromosomen zu sprechen schien. Boveri demonstrierte jedoch, dass auch unbefruchtete Eier, denen der (mütterliche) Zellkern entfernt wurde und die mit einem Spermium befruchtet wurden, zu einer normalen Larve auswachsen können. Organismen, die nur die Chromosomen aus dem Spermium enthielten wurden als Merogone bezeichnet. Bei diesen Untersuchungen zeigte sich weiterhin, dass die Größe der Zellkerne und auch der Zelle von der Zahl der Chromosomensätze abhing (stabile Kern-Plasma-Relation). In einer Weiterführung dieser Experimente nutzte er entkernte Eizellen und Spermien von verschiedenen Arten. Er konnte kernlose und kernhaltige Eizellen jedoch nicht sauber auftrennen. Nach Befruchtung erhielt er Larven, die der väterlichen Art entsprachen und Mischformen. Er ging davon aus, dass die rein väterlichen aus den Eizellen ohne mütterlichen Kern entstanden, die Mischformen aus solchen mit mütterlichen Kernen oder Kernanteilen. Daher schloss er, dass die Eigenschaften ausschließlich vom Kern vererbt wurden. Auf Grund der experimentellen Schwierigkeiten setzte sich diese Ansicht jedoch nicht allgemein durch. Auch zeigte sich später, dass das einige Aspekte der Larven durchaus durch das Cytoplasma der Mutter beeinflusst werden.

### Chromosomenindividualität, Chromosomen und Krebs
Aufbauend auf der Erkenntnis von Carl Rabl, dass Chromosomen auch zwischen zwei Kernteilungen im Zellkern vorhanden sind, entwickelte er die Vorstellung der Chromosomenindividualität, also die Annahme, dass Chromosomen ihre Individualität (und Verschiedenheit von anderen Chromosomen) von Kernteilung zu Kernteilung beibehalten. Diese Erkenntnis ist ein Grundpfeiler der Chromosentheorie der Vererbung. Die Erforschung dieses Sachverhalts wurde dadurch erleichtert, dass die beiden Unterarten von Ascaris nur zwei beziehungsweise vier große Chromosomen pro Zelle haben.
Durch komplexe Versuche an Seeigeleiern konnte er weiterhin nachweisen, dass die verschiedenen Chromosomen unterschiedliche Erbanlagen enthalten. Auch schlug er einen Zusammenhang zwischen fehlgeleiteten Mitosen und Krebsbildung vor, eine Vermutung die von Medizinern zunächst abgelehnt wurde und sich erst viele Jahrzehnte später bestätigen sollte.

### Diminution
Bei der Teilung von Zellen in einem Organismus erhalten im Regelfall beide Tochterzellen die gleiche Chromosomenausstattung wie sie die Mutterzelle hatte. Es gibt aber Ausnahmen von dieser Regel und eine solche Ausnahme, die als Diminution oder Chromatindiminution bezeichnet wird, entdeckte Boveri am befruchteten Ascaris-Ei: Nur die Keimbahnzellen erhalten die vollständige Chromosomenausstattung der befruchteten Eizelle. Die zukünftigen somatischen Zellen oder Körperzellen bauen dagegen Teile der Chromosomen ab.

### Niere des Lanzettfischchens
Bei Amphioxus, dem Lanzettfischchen, entdeckte er die segmental angeordneten Nieren und leistete damit einen Beitrag zur Erforschung der Evolution der Wirbeltiere.

## Auszeichnungen und Ehrungen
- Seit 1903 war er korrespondierendes Mitglied der Bayerischen Akademie der Wissenschaften.[22]
- 1906 wurde er zum korrespondierenden Mitglied der Russischen Akademie der Wissenschaften in Sankt Petersburg gewählt.[23]
- Ebenfalls Mitglied der Akademien in Berlin, Kopenhagen, Philadelphia und New York.[24]
- Dr. med. h. c. der Universität Marburg[24]
- 1913 Bayerischer Maximiliansorden für Wissenschaft und Kunst
- 1913 Wahl in die National Academy of Sciences